# Кокино (Кировская область)
Кокино — деревня в Юрьянском районе Кировской области в составе Ивановского сельского поселения.

## География
Находится на расстоянии примерно 14 километров на восток-юго-восток по прямой от районного центра поселка Юрья.

## История
Известна с 1746 года как починок Кокинский с 11 душами. В 1764 учтено 17 жителей. В 1873 году дворов 8 и жителей 47, в 1905 12 и 75, в 1926  13 и 61, в 1950 14 и 61. В 1989 проживало 285 человек .

## Население
Постоянное население  составляло 210 человек (русские 96%) в 2002 году, 142 в 2010.